# Töv
Töv is een van de eenentwintig ajmguud (provincies) van Mongolië. Het ligt centraal in Mongolië. De hoofdstad is Zuunmod.
Töv telt 95.662 inwoners (2018) op een oppervlakte van 74.000 km².
De hoofdstad Ulaanbaatar ligt als een enclave in deze provincie, maar is administratief een zelfstandige eenheid.

## Geografie

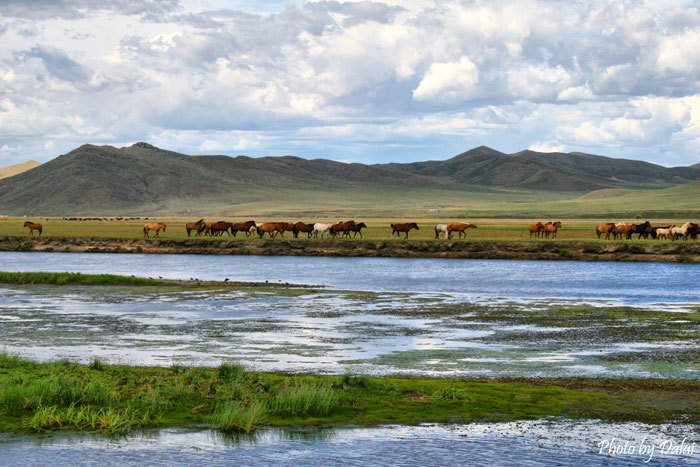
Landschap in de zomer

In de ajmag ligt het westelijk deel van het Hentigebergte, in het zuiden en westen is er een golvend steppelandschap. De Tuul-rivier stroomt door  Ulaanbaatar en mondt later uit in de Orhonrivier.

## Bevolking
In de provincie Töv wonen vooral Chalcha-Mongolen. Een minderheid van Kazachen is in omvang afgenomen door migratie naar Kazachstan.
Enkele andere minderheidsgroepen maken elk minder dan 1% van de bevolking uit. In 2017 telde de bevolking 94.500 personen.
| Etnische groepen in Töv ajmag 1989, 2000 census | Etnische groepen in Töv ajmag 1989, 2000 census | Etnische groepen in Töv ajmag 1989, 2000 census | Etnische groepen in Töv ajmag 1989, 2000 census | Etnische groepen in Töv ajmag 1989, 2000 census |
| Groep                                           | Aantal Census 1989                              | Percentage Census 1989                          | Aantal Census 2000                              | Percentage Census 2000                          |
| ----------------------------------------------- | ----------------------------------------------- | ----------------------------------------------- | ----------------------------------------------- | ----------------------------------------------- |
| Chalcha                                         | 94.773                                          | 94,6%                                           | 93.604                                          | 94,2%                                           |
| Kazachen                                        | 2167                                            | 2,2%                                            | 1065                                            | 1,1%                                            |
| Boerjaten                                       | 590                                             | 0,6%                                            | 856                                             | 0,9%                                            |
| Oirat-Mongolen                                  | 727                                             | 0,7%                                            | 770                                             | 0,8%                                            |
| Bajyid                                          | 317                                             | 0,3%                                            | 745                                             | 0,8%                                            |
| Urianchaj                                       | 420                                             | 0,4%                                            | 524                                             | 0,5%                                            |
| Toevanen                                        | 269                                             | 0,23%                                           | 500                                             | 0,5%                                            |
| Totale bevolking                                | 100.088                                         | 100%                                            | 99.266                                          | 100%                                            |

## Verkeer
De enclave Ulaanbaatar is een verkeersknooppunt. Hier bevinden zich het belangrijkste station van de Trans-Mongolische spoorlijn en de internationale luchthaven Dzjengis Khan.
Een klein vliegveld met onverharde baan is te vinden bij de hoofdstad van de ajmag, Zuunmod.

## Cultuur
Het Manzushirklooster is gelegen nabij Zuunmod in het nationaal park Bogd Khan.
Het werd in 1733 gesticht en bestond ooit uit 20 tempels en er woonden 300 monniken. In de communistische periode werd het grotendeels verwoest, de laatste tempel werd later gerestaureerd en is nu een museum.
In de regio bevindt zich het Ruiterstandbeeld van Dzjengis Khan, dat met een hoogte van rond 40 meter het hoogste in zijn soort ter wereld is (2011).

## Nationale parken
Het Nationaal Park Gorhi-Terelzj werd gesticht in 1993. Het beslaat een deel van het Hentigebergte. Het is vooral bekend om zijn spectaculaire rostformaties, waaronder een die eruitziet als een enorme schildpad. In het bergachtig landschap groeien lariks- en sparrenbossen, zijn bergbeekjes en een gevarieerde flora en fauna.
In het Nationaal Park Hustain Nuruu, ongeveer 120 km ten zuidwesten van Ulaanbaatar, zijn sinds 1993 Przewalskipaarden uitgezet. Dit project met originele Mongoolse wilde paarden is succesvol, en ontwikkelde zich tot een attractie voor biologen en toeristen.
Het Gun-Galuut Nature Reserve is een beschermd gebied opgericht in 2003 om bedreigde soorten en hun habitat te behouden. De IUCN rode lijstsoorten  - witnekkraanvogel, monnikskraanvogel, Siberische kraanvogel, zwaangans, wilde zwaan en het argali-bergschaap worden hier aangetroffen.
Omdat het wordt beschouwd als een heilig gebied, is de berg Bogd Khan ten zuiden van Ulaanbaatar sinds 1778 beschermd gebied. Tijdens het communisme werd het formeel een nationaal park. Dit hield de stedelijke uitbreiding van de hoofdstad aan de zuidkant tegen.

## Administratieve indeling

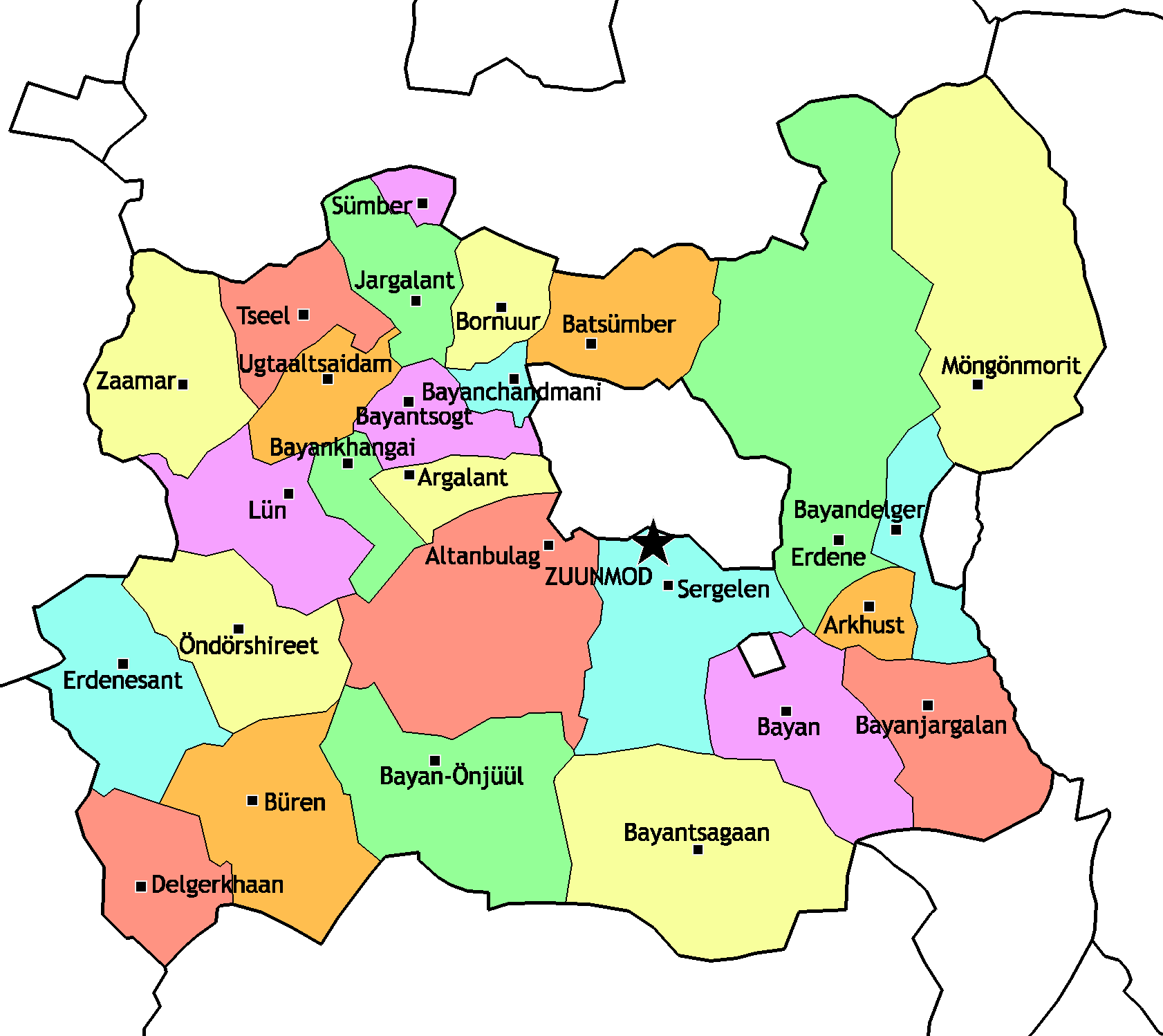
Sums of Töv

De hoofdstad Zuunmod heeft ongeveer 15.000 inwoners. Andere grote plaatsen, met 5.000 à 6.000 inwoners, zijn Batsümber (6.500), Erdenesant (5.000), Jargalant (5.800) en Zaamar (5.900).

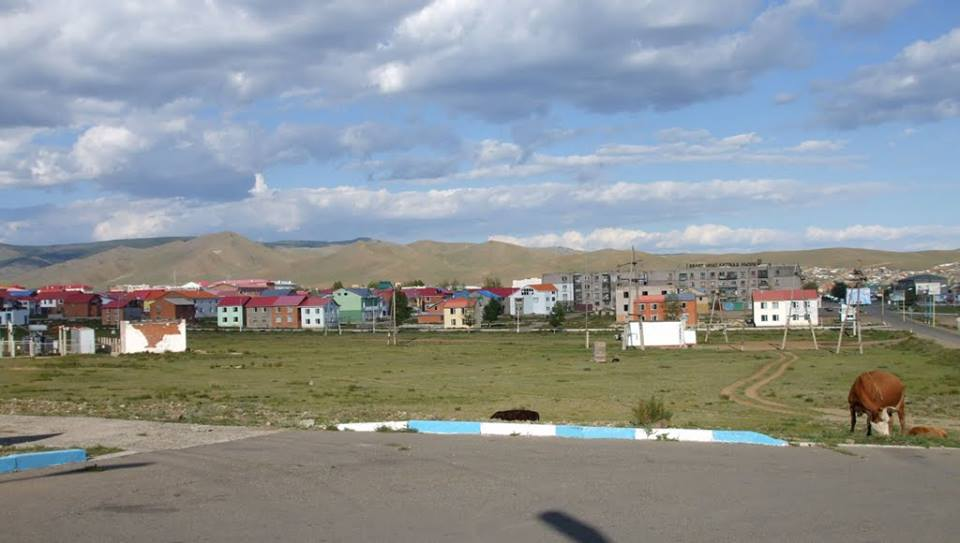
Zuunmod

Arhangaj · Bajan-Ölgi · Bajanhongor · Bulgan · Darhan-Uul · Dornod · Dornogovĭ · Dundgovĭ · Govĭ-Altaj · Govĭsümber · Henti · Hovd · Hövsgöl · Ömnögovĭ · Orhon · Övörhangaj · Selenge · Sühbaatar · Töv · Uvs · Zavhan